# SGNL 05
SGNL>05 – trzecia EPka grupy Isis. Wersja kompaktowa wydana przez Neurot Recordings zaś płyta winylowa przez Tortuga Recordings w dwóch tłoczeniach i różnych wariantach kolorystycznych:
- 100 clear, 240 grey splatter, 1100 purple splatter
- 125 white, 125 orange, 125 black

Album został wydany również w limitowanej przedpremierowej edycji, w liczbie 40 sztuk. Okładka tego wydawnictwa jest dokładnym odwzorowaniem debiutanckiej płyty legendarnej grupy Godflesh, jest to hołd złożony przez członków zespołu. Istnieje również łączone wydanie deluxe jako połączenie tej produkcji z Celestial.
Ciężki, duszny styl utrzymywany na płycie jest bardzo podobny do swojego prekursora. Jest to ostatnia tak ostra produkcja zespołu, kolejne odznaczają się znaczną zmianą konwencji, w stronę spokojniejszą, bardziej harmoniczną.

## Koncepcja płyty
Treść albumu to epilog wcześniejszej płyty grupy - Celestial na czele z utworem opisującym zawalenie się wieży ("Divine Mother (The Tower Crumbles)"). Najważniejszą częścią jest jednak "Constructing Towers" który pokazuje, że budowa powtarza się, proces rozpoczyna się od początku. Ostatni kawałek "Celestial (Signal Fills The Void)" jest rozwinięciem oryginalnego "Celestial (The Tower)" zaś sam grupa łączy te dwie wersje w występach na żywo ("Celestial (Ext./Alt. Version)") i można ją usłyszeć na Live.02, jednej z oficjalnych płyt koncertowych.

## Lista utworów
1. "Sgnl>05 (Final Transmission)" - 2:52
2. "Divine Mother (The Tower Crumbles)" - 9:16
3. "Beneath Below" - 4:54
4. "Constructing Towers" - 8:24
5. "Celestial (Signal Fills The Void)" - 10:22